# طرازکوه
طرازکوه، روستایی از توابع بخش مرکزی شهرستان رشت در استان گیلان ایران است.

## جمعیت
این روستا در دهستان پسیخان قرار دارد و براساس سرشماری مرکز آمار ایران در سال ۱۳۸۵، جمعیت آن ۷۹۳ نفر (۲۰۵خانوار) بوده‌است.